# Franck Pavloff
Pour les articles homonymes, voir Pavloff.
Œuvres principales
- Matin brun
- Au pied du bât 11
- L'Homme à la carrure d'ours

Franck Pavloff, né le 24 avril 1940 à Nîmes, est un écrivain et poète français.

## Biographie
De son père bulgare, Franck Pavloff dira qu'il lui permit de développer son esprit critique et son besoin de liberté, en lui léguant « le goût impérieux de bousculer les barbelés et les pensées confisquées ».
Il a passé plus de vingt ans en Afrique, en Asie, en Amérique Latine et en France dans le secteur du développement social communautaire et de la défense du droit des enfants. Il est psychologue expert auprès des cours d’appel.
Un premier roman paraît en 1993 dans la collection Série noire des éditions Gallimard. Vingt-cinq autres livres vont suivre, dans le domaine de la fiction romanesque, du carnet de voyage, de la poésie — ainsi que des romans jeunesse aux éditions Syros, Albin-Michel Jeunesse, Rue du Monde.
En 1995, l'ouvrage qu'il a écrit, illustré par Marcelino Truong, dans la collection « J'accuse…! » :  Enfants prostitués en Asie, est lauréat du Non Fiction Young Adults, à la Foire du livre de jeunesse de Bologne (Italie).
Sa nouvelle Matin brun aux éditions Cheyne, publiée en 1998 a rencontré un succès international, avec environ deux millions d'exemplaires vendus en France et 25 traductions. En 2007, le compositeur Bruno Giner en a tiré un opéra de poche intitulé Charlie, créé à Ljubljana par l'Ensemble Aleph et enregistré pour Radio France par ce même ensemble (collection Signature).
Ses derniers romans pour adultes sont parus chez Albin Michel : Le Pont de Ran-Mositar (2005), La Chapelle des Apparences (2007), Le Grand Exil (2009), L'Homme à la carrure d'ours (2012).
Franck Pavloff, vit actuellement depuis 2010 dans les Cévennes, entre deux voyages.

## Œuvres

### Romans, nouvelles
- Le Vent des fous, Éditeur Gallimard, Série noire no 2334, 1993
- Foulée noire, Éditions Baleine, collection Instantanés de Polar, 1995
- Un trou dans la zone, Éditions Baleine, Le Poulpe, 1995
- Les Yeux de Bee, Éditions Baleine, 1998
- La Gare de Lourenço Marquès, Éditions Baleine, 1998
- Matin brun, Éditions Cheyne, 1998  (ISBN 2841160297) ; Libris, 2005  (ISBN 2744406422)
- La Nuit des friches, Le Verger, 2001
- Un doigt de liberté, Trait d'union (Québec), 2001
- Après moi, Hiroshima, Zulma (2002) ; rééd. Gallimard, 2003  (ISBN 2070429938)
- Sommeil de pagne, Desclée de Brouwer, 2003
- Haute est la tour, Albin Michel, 2003
- Le Silence des aigles, Alternatives, 2004
- Le Pont de Ran-Mositar, Albin Michel, 2005

prix France-Télévisions en 2005
- La Chapelle des Apparences, Albin Michel, 2007
- Le Grand Exil, Albin Michel, 2009

prix littéraire des Grands Espaces, 2009
- Oubliez-moi, La Mauvaise Graine, 2010
- Pondichery-Goa, Carnets Nord, 2010
- L’Homme à la carrure d’ours, Albin Michel, 2012

prix Lettres frontière en 2013 - prix des lecteurs de Mouans Sartoux en 2013
- L’Enfant des marges, Albin Michel, 2014
- La Nuit des enfants qui dansent, Albin Michel, 2017
- Par les soirs bleus d'été, Albin Michel, 2019
- Les Nouvelles Brunes, Cheyne, 2020
- L'Espérance est ma patrie, Albin Michel, 2022
- L’hôtel du Rayon Vert, Albin Michel, 2024

### Jeunesse
- Enfants prostitués en Asie, illustré par Marcelino Truong, collection « J'accuse…! » , Syros, 1994

Lauréat du Non Fiction Young Adults, à la Foire du livre de jeunesse de Bologne 1995
- Pinguino, Éditeur Syros, Souris noire, 1994
- Lao, Wee et Arusha, Syros (J’accuse), 1994
- Le squat résiste, Syros  (Souris noire), 1996
- Menace sur la ville, Albin Michel, 1998  (ISBN 2226091130)
- Prise d’otage au soleil, Nathan (Lune Noire), 2000
- Escale à Château-Rouge, Milan, 2002
- Jusqu’à l'aube, Bayard (Je bouquine), 2004
- Eloa quand est-ce qu’on s’en va ?, illustrations de Clotilde Perrin, Rue du Monde, 2005
- La Chute de l’aigle d’or, Fleurus, 2006
- Les Trois Cadeaux, Albin Michel J. (album), 2013

### Poésies
- Jardins de Barbarie, Ricochet, 2000
- Indienne d’exil, Triptyque (Québec), 2001